# جون هوارد فيرغسون
جون هوارد فيرغسون (بالإنجليزية: John Howard Ferguson)‏ هو قاضي ومحامي أمريكي، ولد في 10 يونيو 1838، وتوفي في 12 نوفمبر 1915.

## وصلات خارجية
- جون هوارد فيرغسون على موقع الموسوعة البريطانية (الإنجليزية)